# Forte di Jaisalmer
Il forte di Jaisalmer è una delle più grandi e ben conservate città fortificate del mondo. Si trova nella città di Jaisalmer, nello stato Indiano del Rajasthan. È un sito Patrimonio dell'umanità e venne costruito nel 1156  dal regnante Rajput Rawal Jaisal, da cui deriva il suo nome. Il forte si trova in mezzo alla distesa di sabbia del grande deserto di Thar, sulla collina Trikuta. Prima dell'avvento del Raj britannico, la città fortezza servì come rifugio e stazione di sosta per caravane e viaggiatori lungo la via della seta. I bastioni fecero da sfondo a molte battaglie nei secoli passati, quando la via della seta era una delle principali rotte commerciali tra Oriente e Occidente.
Le massicce mura di arenaria di colore giallo del forte assumono un colore bruno leone durante il giorno, che si dissolve verso il miele-oro al tramonto del sole, camuffando così la fortezza nel deserto giallo di sabbia. Per questo motivo, è anche conosciuta come la Sonar Quila o Forte dorato. Il forte si trova lungo il bordo meridionale della città che porta il suo nome, ed è forse uno dei monumenti più suggestivi della zona. La sua posizione collinare dominante rende le torri tentacolari delle sue fortificazioni visibili per molti chilometri intorno.
Nel 2013, nel corso della 37ª sessione del World Heritage Committee tenutasi a Phnom Penh in Cambogia, il forte di Jaisalmer, assieme ad altri 5 forti del Rajasthan, venne dichiarato patrimonio dell'umanità dell'UNESCO sotto il nome di Fortezze collinari del Rajasthan.

## Storia
Il forte venne costruito da Rawal Jaisal nel 1156. Jaisal cospirò con il sultano di Gaur per cacciare il proprio nipote Bhojdev dal suo territorio. L'altro importante evento del forte avvenne nel 1276 quando il re Jetsi rafforzò il forte contro l'invasore sultano di Delhi. I 56 bastioni erano presidiati da 3.700 soldati. Dopo otto anni di invasioni e di assedio, l'esercito del sultano riuscì a violare e distruggere il castello. Bhatis prese il controllo del forte, ma non ebbe modo di ripararlo. Nel 1306, Dodoo fu eletto Rawal per il suo coraggio dimostrato nell'espellere i Rathor. Egli, successivamente, iniziò i lavori di riparazione e rafforzamento del forte.
Durante il periodo medievale, la posizione della città lungo la via della seta, fece di Jaisalmer il maggior centro del commercio internazionale, e vennero costruiti grandi magazzini e depositi. Ciò, facilitò gli scambi e il commercio con la Persia, l'Arabia, l'Egitto, l'Africa e la Cina. L'offerta di tali servizi, per i quali il commercio richiedeva affidabilità e sicurezza, fece del forte una grande potenza.
Il forte è protetto da tre cinte murarie. Quella esterna è realizzata in blocchi di pietra e rafforza il terreno della collina Trikuta. La seconda, o mediana, serpeggia attorno al forte. Dalla più interna, i guerrieri Rajput scagliavano acqua, olio bollente o massicci blocchi di roccia sui loro nemici, che venivano intrappolati tra la seconda e la terza muraglia. Le difese del forte comprendono 99 bastioni, dei quali 92 sono stati costruiti tra il 1633 e il 1647.
Ala-ud-din II di Delhi attaccò ed espugnò il forte nel XIII secolo e lo tenne per nove anni. Durante l'assedio le donne Rajput fecero Jauhar. La seconda battaglia al forte avvenne nel 1541, quando l'imperatore Moghul Humayun attaccò il forte. Il Rawal venne quindi travolto dai ripetuti assalti degli imperatori Moghul e, alla fine, accettò di parlamentare con Akbar, il successore di Humayun, nel 1570, offrendo sua figlia in sposa all'imperatore.
Il forte rimase sotto il controllo Moghul fino al 1762, quando Maharawal Mulraj ne prese il controllo. A causa della sua posizione isolata, sfuggì alle devastazioni dei Maratha. Il trattato tra la Compagnia delle Indie Orientali e Mulraj, del 12 dicembre 1818, permise a questi di mantenere il controllo del forte e la protezione dalle invasioni. Dopo la morte di Mulraj, nel 1820, suo nipote Gaj Singh assunse il comando del forte.
Con l'avvento del Raj Britannico, l'emergere del commercio marittimo e la crescita del porto di Bombay portarono al graduale declino economico di Jaisalmer. Dopo l'indipendenza dell'India, l'antica via commerciale venne totalmente chiusa, determinando così il destino della città. Tuttavia, la continua importanza strategica di Jaisalmer è stata dimostrata durante le guerre del 1965 e del 1971 tra India e Pakistan. Anche se a un certo punto l'intera popolazione di Jaisalmer viveva all'interno della fortezza, oggi in essa risiedono circa 4.000 persone che appartengono in gran parte alle comunità dei bramini e Daroga. Sono per lo più discendenti dei governanti Bhati di Jaisalmer, ai quali è stato permesso di risiedere all'interno della fortezza. Con l'incremento della popolazione, la gente si è spostata pian piano ai piedi della collina Trikuta e la città di Jaisalmer si è espansa fuori dal forte.

## Architettura

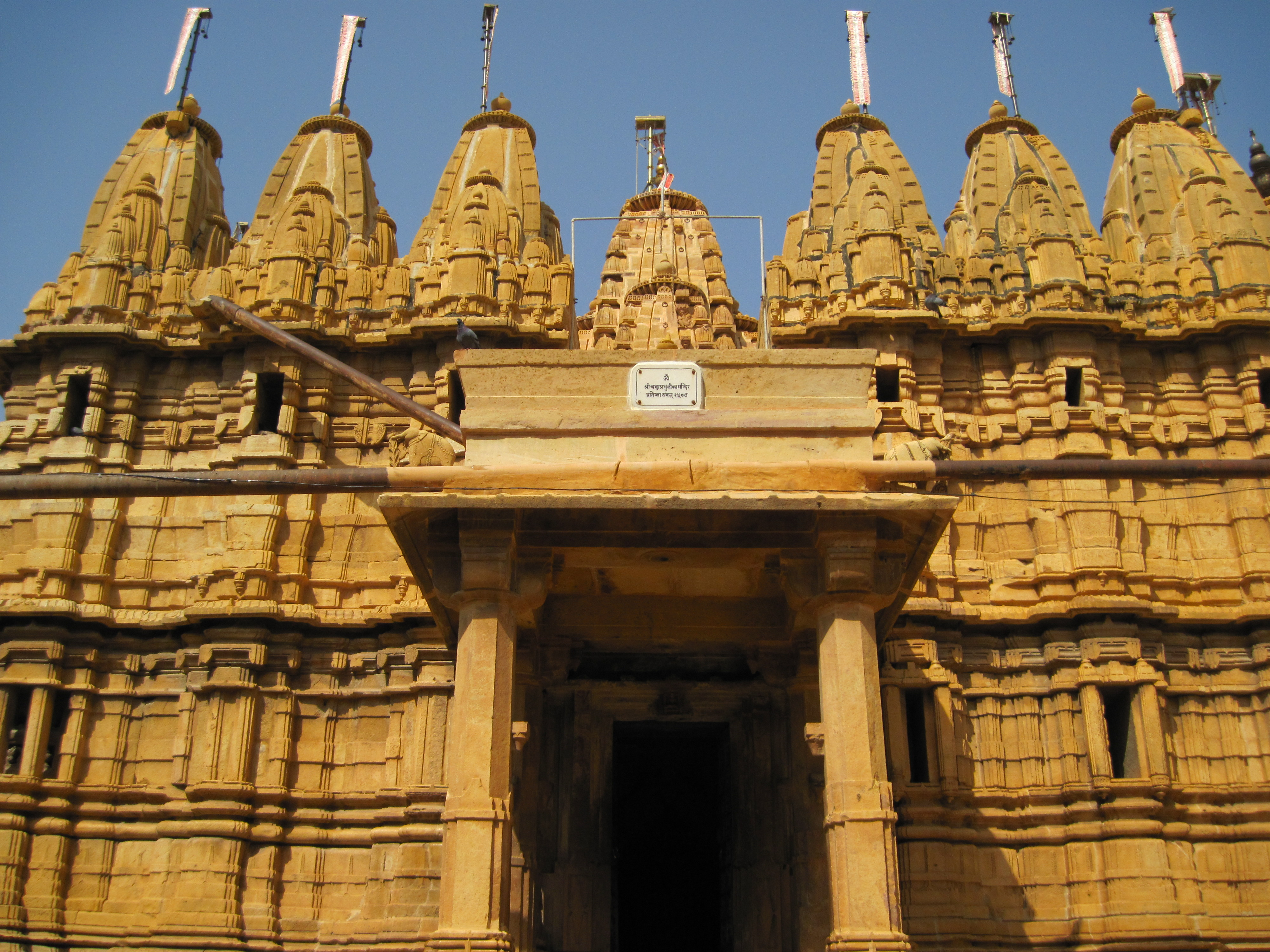
Il tempio gianista Chandraprabhu all'interno del Forte di Jaisalmer.

Il forte ha una lunghezza di 460 metri ed una larghezza di 230 ed è costruito su una collina che si eleva di 76 metri sulla pianura circostante. Le mura esterne sono alte 4,6 metri formando una doppia linea di difesa. Ha quattro ingressi dalla città, uno dei quali difeso da cannoni.
- Raj Mahal (palazzo reale)
- Templi giainisti[4]
- Tempio Laxminath
- 4 massicci portoni
- Haveli dei mercanti. Queste sono grandi case, spesso costruite da ricchi mercanti nelle città del Rajasthan in India del nord, con sculture in pietra arenaria decorata. Alcune haveli hanno molte centinaia di anni. A Jaisalmer esistono molte haveli elaborate scolpiti nell'arenaria gialla. Alcune di queste hanno molti piani e innumerevoli vani, con finestre decorate, archi, porte e balconi. Alcune haveli sono oggi dei musei, ma a Jaisalmer sono ancora abitate dalle famiglie che le hanno costruite. Tra queste è l'Haveli Vyas, costruita nel XV secolo, che è ancora occupata dai discendenti dei costruttori originali. Un altro esempio è il palazzo Shree Nath che un tempo era abitato dal primo ministro di Jaisalmer. Alcune delle porte e soffitti sono notevoli esempi di vecchio legno intagliato di molte centinaia di anni addietro.

Il forte ha un sistema di drenaggio ingegnoso chiamato ghut nali che permette il facile drenaggio delle acque piovane in tutte e quattro le direzioni. Nel corso degli anni, l'attività di costruzione casuale e l'apertura di nuove strade ha notevolmente ridotto la sua efficienza.

## Cultura
Il forte ha numerosi punti di ristoro, di cucina italiana, francese e del Rajasthan. Il famoso regista indiano Satyajit Ray ha scritto il Sonar Kella (La rocca d'oro), un romanzo poliziesco, basato sul forte e ha poi girato un film nella fortezza. Il film è diventato un classico e un gran numero di turisti provenienti dal Bengala e da tutto il mondo, visitano il forte ogni anno per sperimentare personalmente il mondo che Ray tratta nel film. Sei forti del Rajasthan, vale a dire, Forte Amber, Forte Chittor, Forte Gagron, Forte di Jaisalmer, Forte Kumbhalgarh e Forte Ranthambore sono stati inclusi nell'elenco dei patrimoni dell'UNESCO nel corso della 37ª sessione del Comitato del Patrimonio mondiale a Phnom Penh nel mese di giugno del 2013. Essi sono stati riconosciuti come beni culturali esempio di architettura militare di collina Rajput.

## Restauro

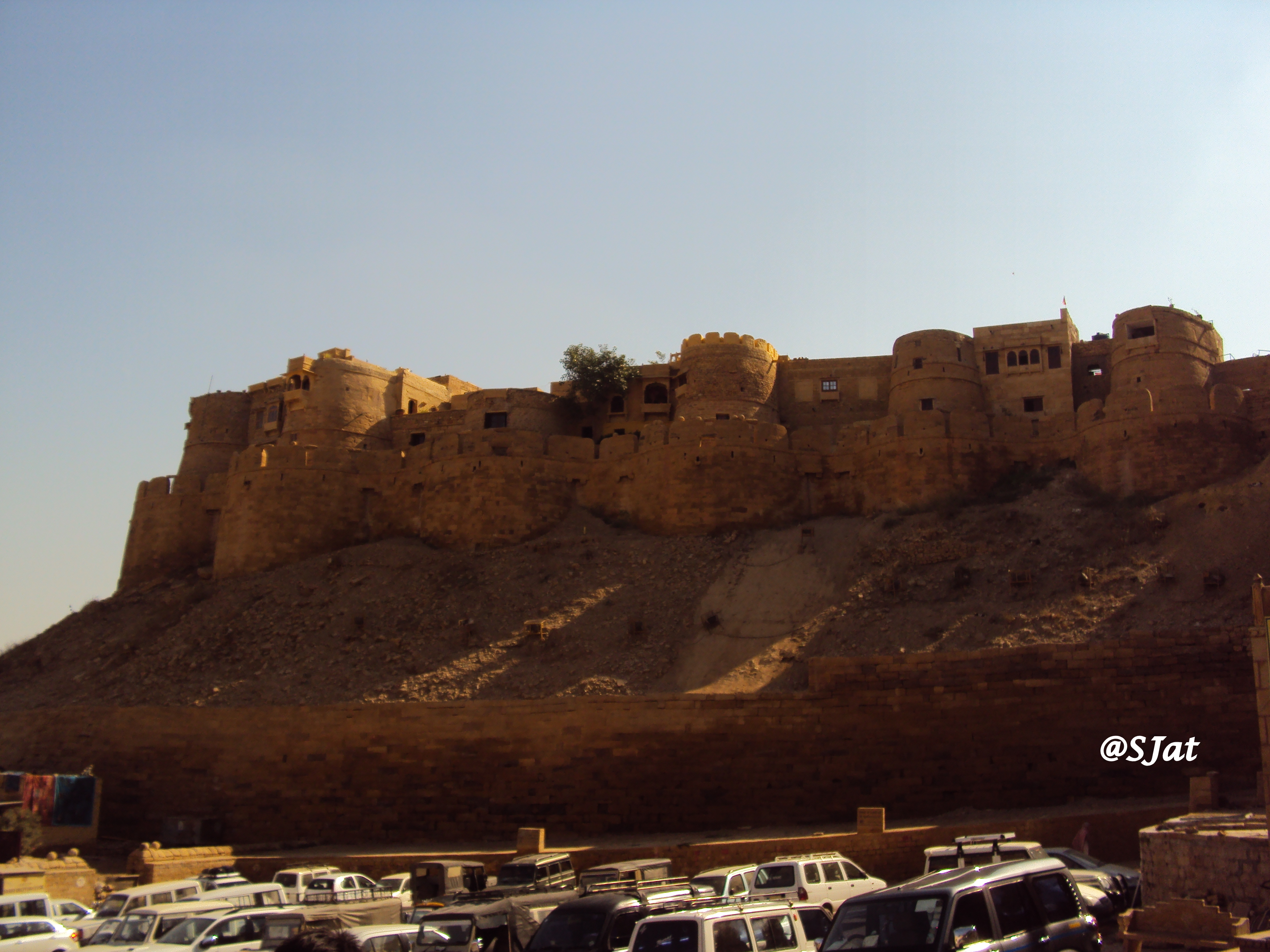
Forte di Jaisalmer (da Sonargadh)

Il forte di Jaisalmer, al giorno d'oggi, deve affrontare molteplici minacce che sono il risultato della crescente pressione demografica su di esso. Infiltrazioni d'acqua, servizi civici inadeguati, case abbandonate e attività sismica sono alcuni dei principali problemi che possono influenzare il Forte. A differenza di molti altri forti, il Forte di Jaisalmer è stato costruito su una debole roccia sedimentaria che rende le sue fondamenta particolarmente vulnerabili alle infiltrazioni. Nel corso degli anni questo ha portato al crollo di porzioni significative del Forte come il Palazzo della Regina o Rani Ka Mahal e parti del muro di cinta esterno.
Il World Monuments Fund ha incluso il Forte nei suoi rapporti del 1996, 1998 e 2000 a causa delle minacce dovute ad un aumento della sua popolazione residente e al crescente numero di turisti che lo visitano annualmente. Esso è uno dei più popolari siti turistici del Rajasthan visitato da oltre seicentomila turisti all'anno. Di conseguenza, sono aumentate le attività commerciali e c'è stata una crescita fenomenale del traffico umano e veicolare.
Importanti lavori di restauro sono stati intrapresi dal World Monuments Fund e dall'organizzazione UK Jaisalmer in pericolo. Secondo l'ex presidente dell'INTACH, S.K. Misra, l'American Express ha fornito più di un milione di dollari per la conservazione del Forte di Jaisalmer. L'assenza di un'azione coordinata tra i vari dipartimenti governativi responsabili dei servizi civici, del comune locale e della Soprintendenza Archeologica responsabile del mantenimento del forte, è un ostacolo alla sua manutenzione e al restauro.